# Jean-Baptiste Camille Corot
Jean-Baptiste Camille Corot (Paris, 16 de julho de 1796 — Ville-d'Avray, 22 de fevereiro de 1875) foi um pintor realista francês.

## Biografia

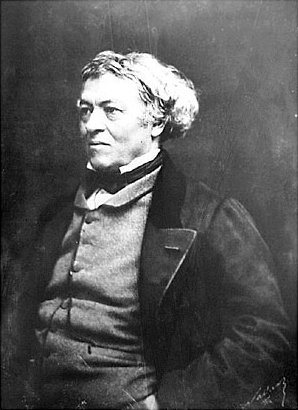
Camille Corot retratado por Nadar.

Filho de uma família de comerciantes abastados, Jean-Baptiste Camille Corot, teve uma infância confortável e estável, tendo trabalhado numa loja do pai. Corot fez seus estudos na cidade de Rouen, onde foi hospedado pela família Sennegon, uns vendedores de tecidos, amigos do seu pai.
Denis Sennegon casou-se com a irmã de Camille Corot, Annette-Octavie.
Corot, fez retratos de vários membros da família Sennegon. Destes, onze são conhecidos e dois estão expostos no Museu do Louvre. Nesses retratos, Corot (que nessa época raramente pintava figuras ou paisagens), teve oportunidade de se sentir à vontade com os modelos. Tais obras estão entre as mais notáveis de suas figuras.
As primeiras obras do pintor ocupam um lugar de destaque no desenvolvimento da moderna pintura de paisagens. Em 1825 Corot viajou à Itália e explorou o campo nas proximidades de Roma, como antes fez Claude Lorrain. O artista não transformou seus esboços em visões pastoris mas apreendeu sua dimensão de quadros em pequenas telas. Corot prima pela claridade, estabilidade arquitetônica e "verdade do momento" – sua precisão de observação e sua facilidade para apreender qualquer paisagem durante suas excursões, demonstram o mesmo compromisso com a experiência visual direta que tinha Constable.
No mesmo ano, pintou "O Coliseu" (1825), mostrando a sua formação essencialmente clássica e algumas inovações a nível da luz.
De volta à França, abandonou o academicismo em favor de um estilo paisagístico realista. Construiu então, uma pintura puramente paisagista, rural e citadina e marcada pela maestria na gradação tonal de luzes e sombras e pelo rigor construtivo da composição. As suas obras apresentavam-se expressivas e possuidoras de uma linguagem muito própria, caracterizadas pela serenidade. Fato este devido à sua anterior permanência em Itália.
Após várias exposições sem muito sucesso no Salão de Paris, começou a receber a atenção da crítica (1840), devido a quadros como "O Bosque de Fontainebleau" e "O Pastorzinho", e ganhou a cruz da Legião de Honra (1846).
Pintou, também, monumentos de variadas cidades europeias, entre os quais se destacam da Catedral de Chartres (é feita referência a esta conhecida pintura no romance Caminho de Swann de Marcel Proust, em que o jovem narrador descreve a obsessão de sua avó em não dar-lhe nunca fotografias de monumentos, mas fotografias de pinturas de monumentos, como é o caso do quadro de Corot). A evolução da paisagem clássica para a realista deve-se, em parte, ao seu trabalho em Itália.
Tornou-se grande amigo de vários pintores, entre eles Théodore Rousseau e Charles-François Daubigny. Também foi amigo e discípulo de Corot o pintor Henri Nicolas Vinet que se mudou para o Brasil e aqui permaneceu até o final de sua existência. Excelente paisagista, deixou trabalhos da melhor qualidade, mostrando o quanto foi proveitoso o seu aprendizado com o insigne mestre francês.
Com uma carreira artística recheada com as melhores coisas que a vida nos pode dar, Corot morreu em Paris, em 1875.

## Obras

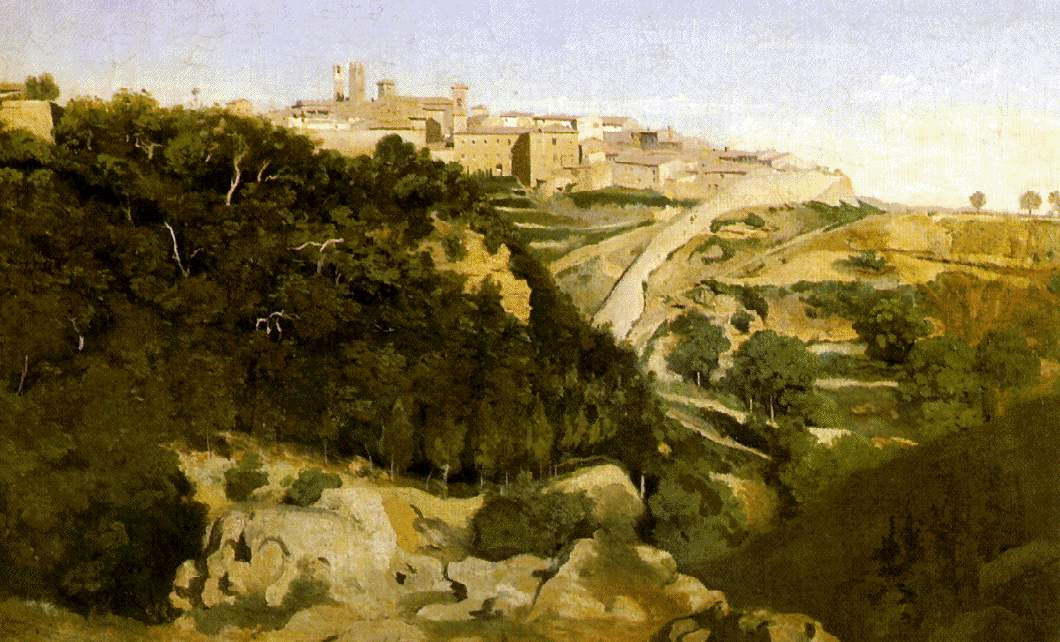
Vista de Volterra (Mus. do Louvre - Paris)
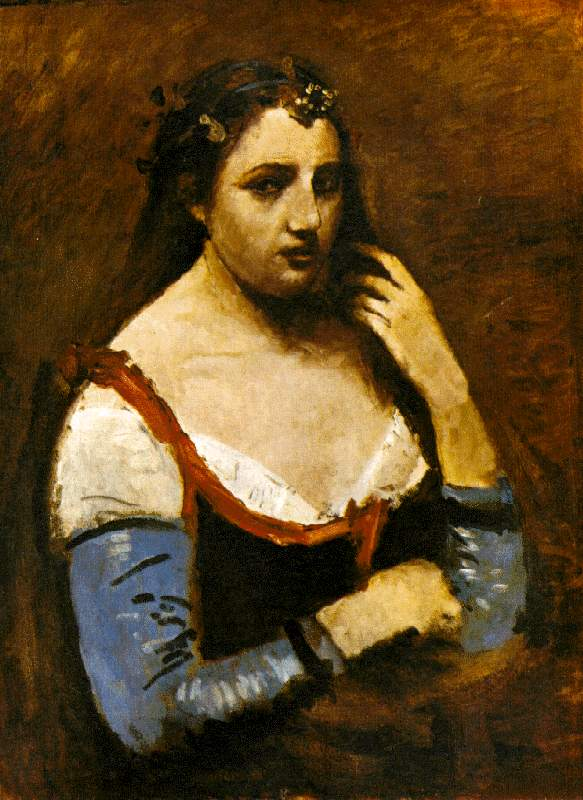
A mulher das margaridas (Mus. Nac. de Belas-Artes - Budapeste)
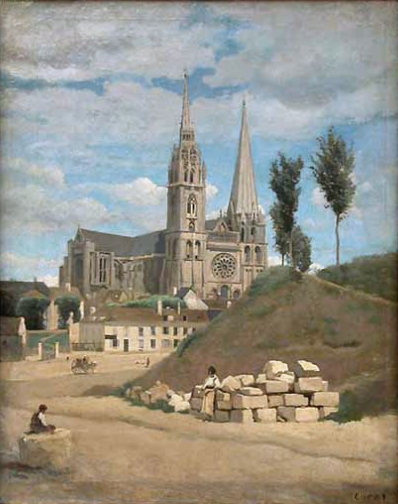
A catedral de Chartres (Mus. do Louvre - Paris)
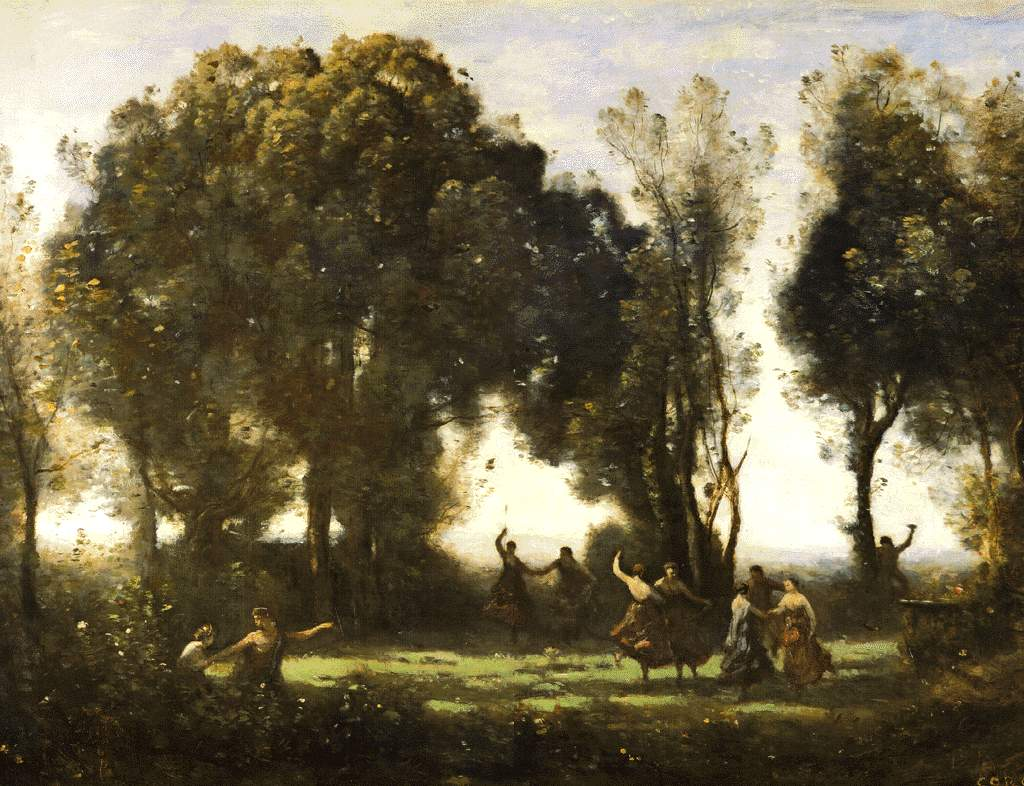
Dança das Ninfas (Mus. do Louvre - Paris)
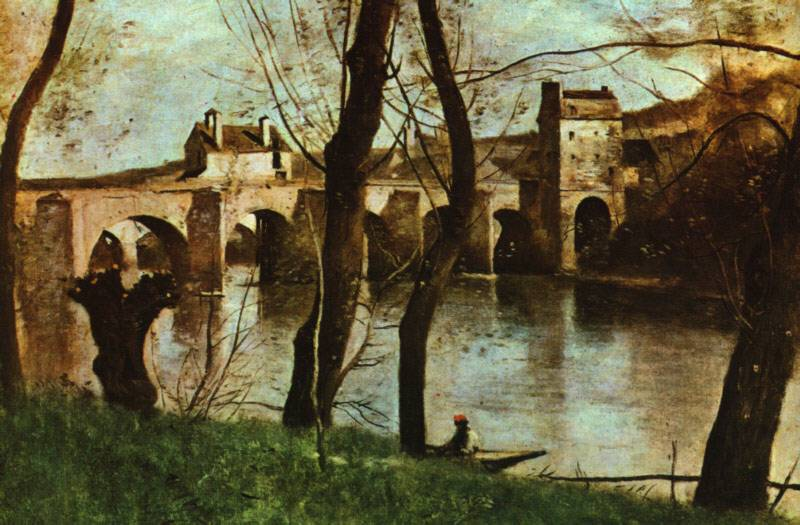
A Ponte de Nantes, Museu do Louvre.